# Temascalapa
Temascalapa är en stad och administrativ huvudort i kommunen Temascalapa i delstaten Mexiko i Mexiko. Samhället hade 7 125 invånare vid folkräkningen 2020 och var kommunens näst folkrikaste.

## Etymologi
Namnet kommer från nahuatl och är kopplat till temascal, en badritual i det aztekiska Mexiko under 1500-talet.

## Historia
Cirka år 1620 så anlände ett stort antal spanjorer till kommunen Temascalapa och började erövra och förslava folken i staden som då kallades Temazcalapan. År 1720 påbörjades konstruktionen av kyrkan Parroquia San Francisco de Asis. Den 16 juli 1919 blev Temascalapa kommunens huvudsäte, vilket tidigare varit San Juan Teacalco. År 1961 beslutade borgmästare Clemente Romo García att påbörja de nödvändiga stegen för att borra en dricksvattenbrunn i Temascalapa.
Orten har elva skolor, varav en högskola.

## Gastronomi
Gastronomin i Temascalapa är speciell. Många maträtter och drycker bygger på magueyblommor. I övrigt dricks mycket pulque, till den mån att det till och med anordnas festivaler i dryckens ära. En väldigt särskild men populär dryck i just Temascalapa bestående av tonfiskvatten med chiafrön.

## Galleri

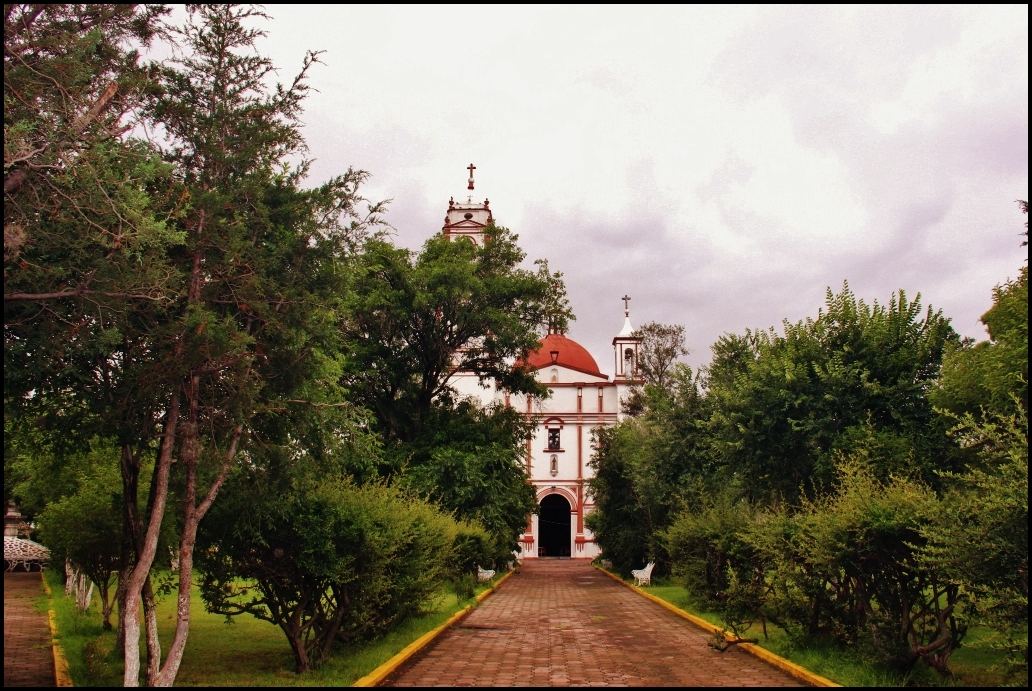
Parroquia San Francisco de Asis, 2016.
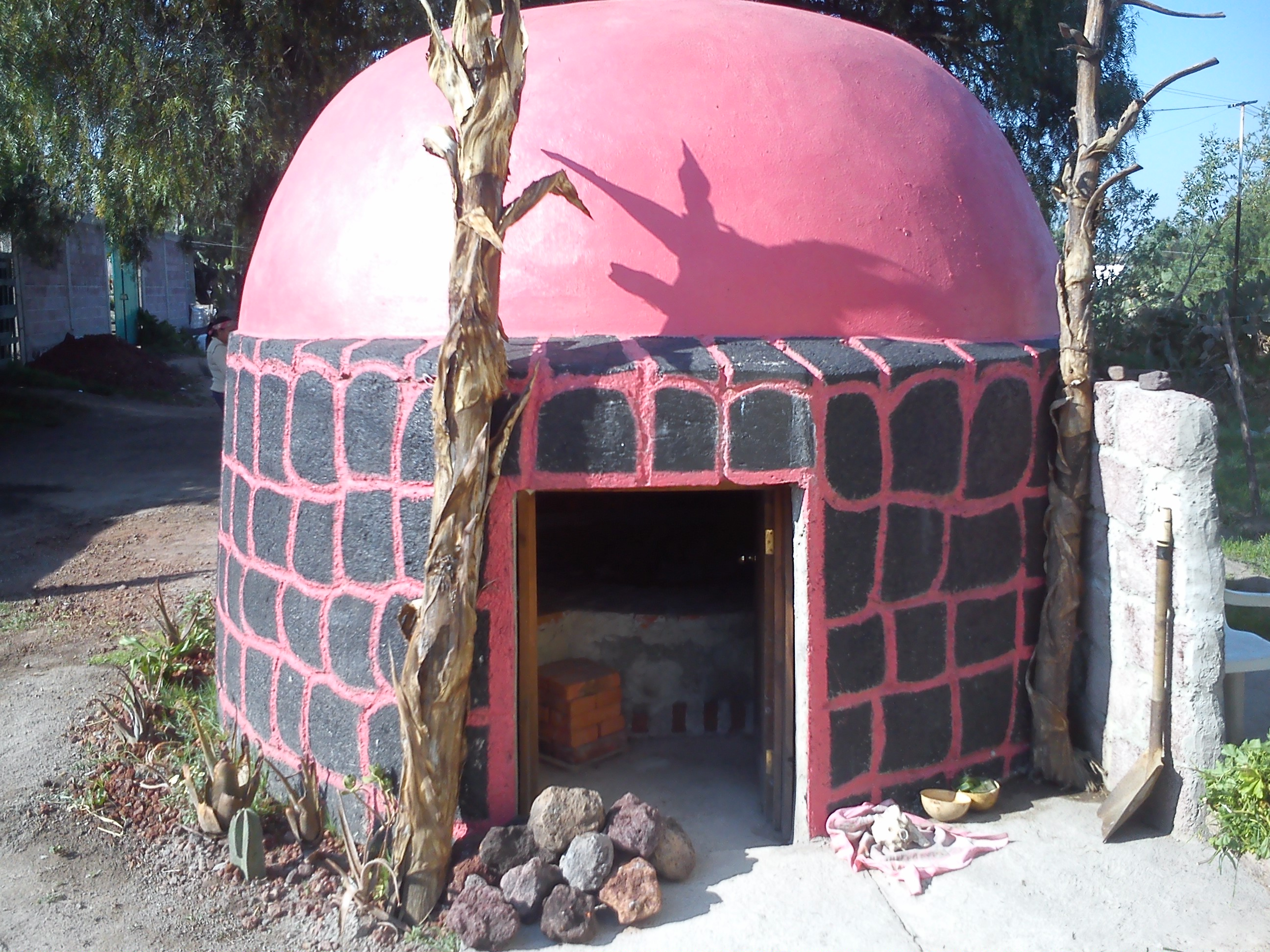
Bevarad temascal i Temascalapa
Innerstaden
Qiosco de Plaza Temascalapa
Innestaden